# Zender Thirty 7

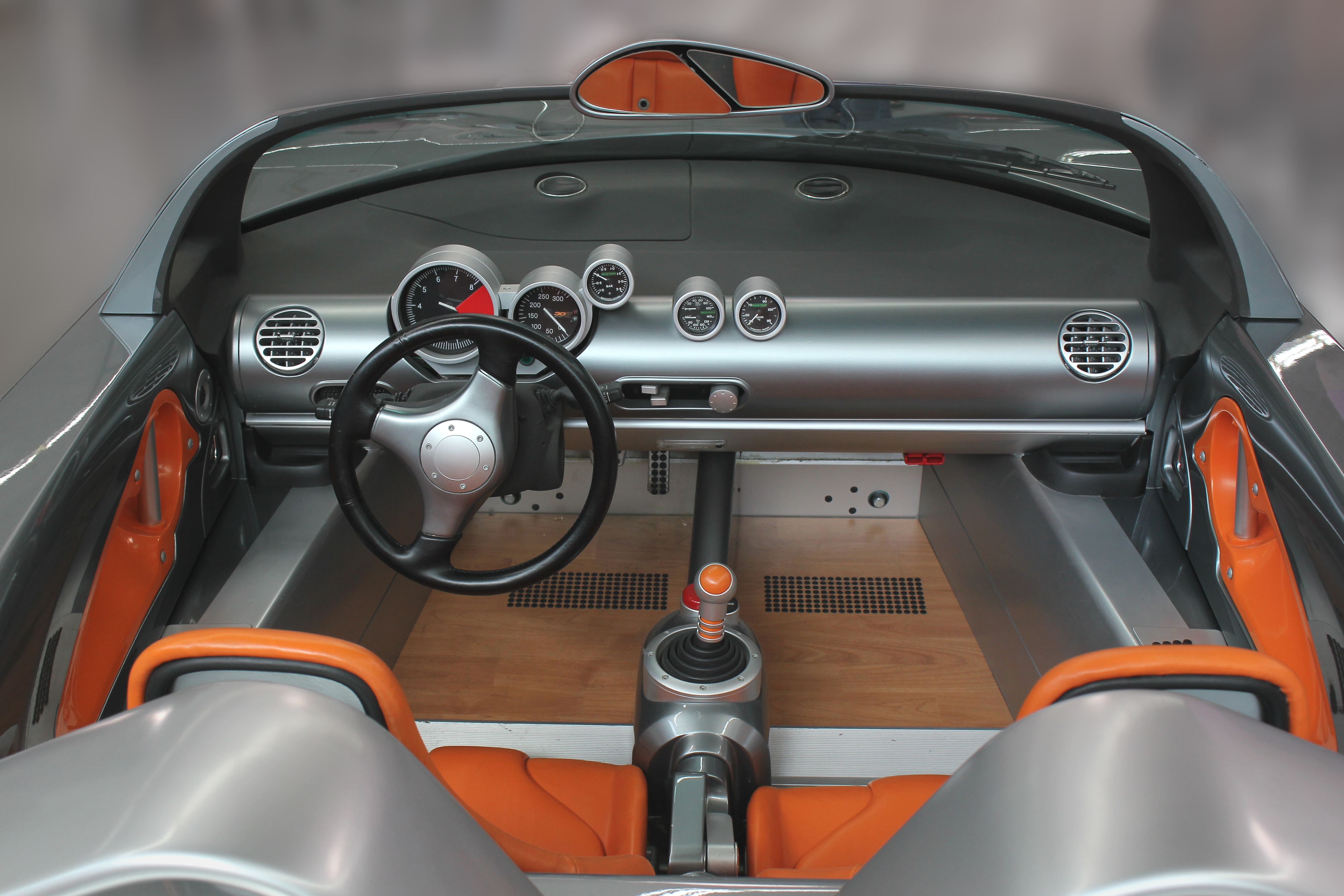
Cockpit

Der Zender Thirty 7 ist eine Sportwagenstudie, die H. A. Zender Exklusiv-Auto, Hersteller von Karosserie- und Tuningteilen in Mülheim-Kärlich, baute und zur IAA in Frankfurt 1999 präsentierte. Weitere Präsentationen folgten im gleichen Jahr in Essen und in Mexiko-Stadt sowie 2000 in München. Eine Serienfertigung des Wagens gab es nicht.

## Geschichte
Hans-Albert Zender gründete 1969 unter dem Namen HAZ als damals 23-Jähriger in seinem Heimatort Bassenheim einen Betrieb zur Herstellung von sportlichem Zubehör für Automobile. Er kam nicht aus der Branche, sondern war gelernter Innendekorateur. Zu seinem Programm gehörten zunächst Schalensitze aus glasfaserverstärktem Kunststoff (GFK), die er in der Garage des Hauses seiner späteren Frau in Koblenz-Rübenach in Handarbeit fertigte. Hinzu kamen bald weitere Produkte aus GFK wie breitere Kotflügel und Spoiler, die das schnell wachsende Unternehmen unter anderem für rund 20 namhafte Automobilhersteller produzierte. Einer von Zenders Designern war Walter de Silva. 
Um die Leistungsfähigkeit seines Unternehmens zu betonen, baute Zender eine Reihe von Konzeptfahrzeugen. Einer dieser Wagen ist der zweisitzige Thirty 7. Er entstand anlässlich des 30-jährigen Firmenjubiläums und war die siebte Studie. Daraus erklärt sich die Modellbezeichnung (30-7).

## Technik

### Motor und Getriebe
Der Thirty 7 hat einen wassergekühlten Vierzylinder-Reihenmotor aus dem VW Golf mit Abgasturbolader und Ladeluftkühlung, zwei obenliegenden Nockenwellen und fünf Ventilen pro Zylinder. Der Hubraum beträgt 1781 cm³ (Bohrung 81 mm, Hub 86,4 mm). Der Motor leistet 230 PS (169 kW) bei 5800/min und erreicht ein maximales Drehmoment von 340 Nm bei 3750/min. Er ist zusammen mit einem Fünfganggetriebe als Mittelmotor quer zwischen Hinterachse und Sitzen eingebaut. Geschaltet wird das Getriebe mit einem Mittelschalthebel.

### Fahrwerk
Die Räder sind vorn und hinten an doppelten Dreiecksquerlenkern mit Schraubenfedern und Stabilisatoren aufgehängt. Die Bremsscheiben sind gelocht und innenbelüftet, Durchmesser vorn 290 mm, hinten 282 mm. Die Handbremse wird mit einem kleinen Hebel auf der Mittelkonsole wie die Fußbremse hydraulisch betätigt. Der Wagen hat 8,5 Zoll breite Leichtmetallräder mit Reifen des Formats 215/40 ZR 17 vorn und 255/35 ZR 18 hinten.

### Karosserie
Das Chassis ist ein Monocoque aus fließgepressten Aluminiumprofilen mit zwei integrierten Überrollbügeln. Die zweisitzige Roadsterkarosserie besteht aus GFK. Durch zwei seitliche Einschnitte, die sich von der Mitte der Türen und bis zu den Kotflügeln ziehen, erhält der Motor die Kühlluft. Die Frontscheibe ist auffallend flach. Oben auf dem Scheibenrahmen ist ein zweiteiliger Rückspiegel angebracht. Das Armaturenbrett trägt fünf Rundinstrumente; der Boden ist mit Holz vertäfelt.
Der Thirty 7 ist 3707 mm lang, 1720 mm breit und 970 mm hoch. Das Leergewicht (ohne Fahrer) beträgt 850 kg. Der Tank fasst 45 Liter.

## Fahrleistungen
Die Höchstgeschwindigkeit beträgt laut Herstellerangabe 245 km/h, die Beschleunigung von null auf 100 km/h 5,4 Sekunden.